# Hico
Hico is een plaats (city) in de Amerikaanse staat Texas, en valt bestuurlijk gezien onder Hamilton County.

## Demografie
Bij de volkstelling in 2000 werd het aantal inwoners vastgesteld op 1341.
In 2006 is het aantal inwoners door het United States Census Bureau geschat op 1350, een stijging van 9 (0,7%).

## Geografie
Volgens het United States Census Bureau beslaat de plaats een oppervlakte van
3,8 km², geheel bestaande uit land. Hico ligt op ongeveer 389 m boven zeeniveau.

## Plaatsen in de nabije omgeving
De onderstaande figuur toont nabijgelegen plaatsen in een straal van 32 km rond Hico.

## Gravel Locos
Jaarlijks wordt in Hico de wielerwedstrijd Gravel Locos verreden. Het is een race van 150 miles ofwel 250 km in vaak hete temperaturen. In 2022 werd het 37°C onderweg. In 2021 won Laurens ten Dam solo. In 2022 werd Jasper Ockeloen na een solo eerste en won Ivar Slik de sprint van het achtervolgende groepje.